# Ich bin Harrow
Ich bin Harrow (englischer Originaltitel: Harrow the Ninth) ist ein im Jahr 2021 erschienener Science-Fiction-, Fantasy- und Horror-Roman der neuseeländischen Autorin Tamsyn Muir.
Es ist der zweite Roman der Reihe The Ninth (orig. The Locked Tomb Series), angefangen mit Ich bin Gideon (2020) und gefolgt von Nona the Ninth (2022) und dem noch nicht erschienenen letzten Band Alecto the Ninth (erwartet 2024). Nona the Ninth ist bislang noch nicht in deutscher Fassung erschienen.

## Kritik
Mehrere Kritiker kommentierten über die ungewöhnliche erzählerische Komplexität. Liz Bourke von Locus schrieb das die "konstante Verlagerung von Zeit und Perspektive und die Unverlässlichkeit des Erzählers heißt, das der Leser niemals eine konkrete Handlung oder ein thematisches Argument erreicht, indem er sich verbeißen kann."